# Епархия Дулута
Епархия Дулута (лат. Dioecesis Duluthensis) — епархия Римско-Католической церкви с центром в городе Дулут, штат Миннесота, США. Епархия Дулута входит в митрополию Сент-Пола и Миннеаполиса. Кафедральным собором епархии Дулута является Собор Пресвятой Девы Марии Розария.

## История
3 октября 1889 года Святой Престол учредил епархию Дулута, выделив её из епархии Сент-Клауда.

## Ординарии епархии
- епископ Джеймс Макголрик[англ.] (15.11.1889 — 23.01.1918)
- епископ Джон Тимоти Макниколас[англ.], O.P. (18.07.1918 — 08.07.1925) — назначен архиепископом Цинциннати
- епископ Томас Энтони Уэлч[англ.] (17.12.1925 — 09.09.1959)
- епископ Фрэнсис Джозеф Шенк[англ.] (27.01.1960 — 30.04.1969)
- епископ Пол Фрэнсис Андерсон[англ.] (30.04.1969 — 17.08.1982) — назначен епископом-коадъютор Су-Фолса
- епископ Роберт Генри Бром[англ.] (25.03.1983 — 01.05.1989) — назначен епископом-коадъютором, позднее епископом Сан-Диего
- епископ Роджер Лоуренс Швиц, O.M.I. (12.12.1989 — 18.01.2000) — назначен архиепископом-коадъютором, позднее архиепископом Анкориджа
- епископ Дэннис Марион Шнурр[англ.] (18.01.2001 — 17.10.2008) — назначен архиепископом-коадъютором, позднее архиепископом Цинциннати
- епископ Пол Дэвид Ширба[англ.] (15.10.2009 — 01.12.2019)
- епископ Дэниэль Джон Фелтон[англ.] (с 07.04.2021)

## Источник
- Annuario Pontificio, Libreria Editrice Vaticana, Città del Vaticano, 2003, ISBN 88-209-7422-3